# エジプト航空990便墜落事故
エジプト航空990便墜落事故（エジプトこうくう990びんついらくじこ）は、1999年10月に大西洋上で発生した航空事故である。

## 事故の概要
アメリカ合衆国のロサンゼルス発ニューヨーク（ジョン・F・ケネディ国際空港）経由エジプト・カイロ行きのエジプト航空990便（ボーイング767-200ER、機体記号SU-GAP、1989年製造）が、ニューヨークから離陸して30分後の1999年10月31日午前1時50分頃（アメリカ東部標準時）、マサチューセッツ州ナンタケット島沖から南東60マイル（96Km）の大西洋上に墜落した。この事故で運航乗務員4名（うち交代要員2名）、客室乗務員10名、乗客203名の合わせて217名全員が死亡した。
国家運輸安全委員会（NTSB）の報告によると、事故機は墜落の直前まで順調に飛行していたが、機長がトイレに行くため席を外した際、副操縦士がアラビア語で「神を信頼する（原語のローマ字表記：Tawakkalt Aia Allah）」とつぶやきながらエンジン出力を下げ、操縦桿を強く前方へ押した。そのため巡航高度から急降下し始め、慌てて操縦室に戻った機長は機体を立て直すために操縦桿を引き起こそうとするとともに、副操縦士にも引き起こすように呼びかけたが、副操縦士は応じることはなかった。機体は一旦上昇に転じたものの、急降下中にエンジンが脱落するなど機体のダメージが大きかったため操縦不能に陥り大西洋にたたきつけられるように墜落した。

## 事故調査

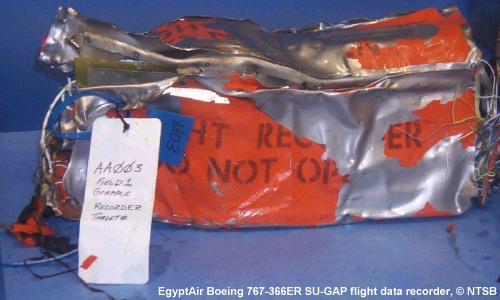
回収されたフライトデータレコーダー

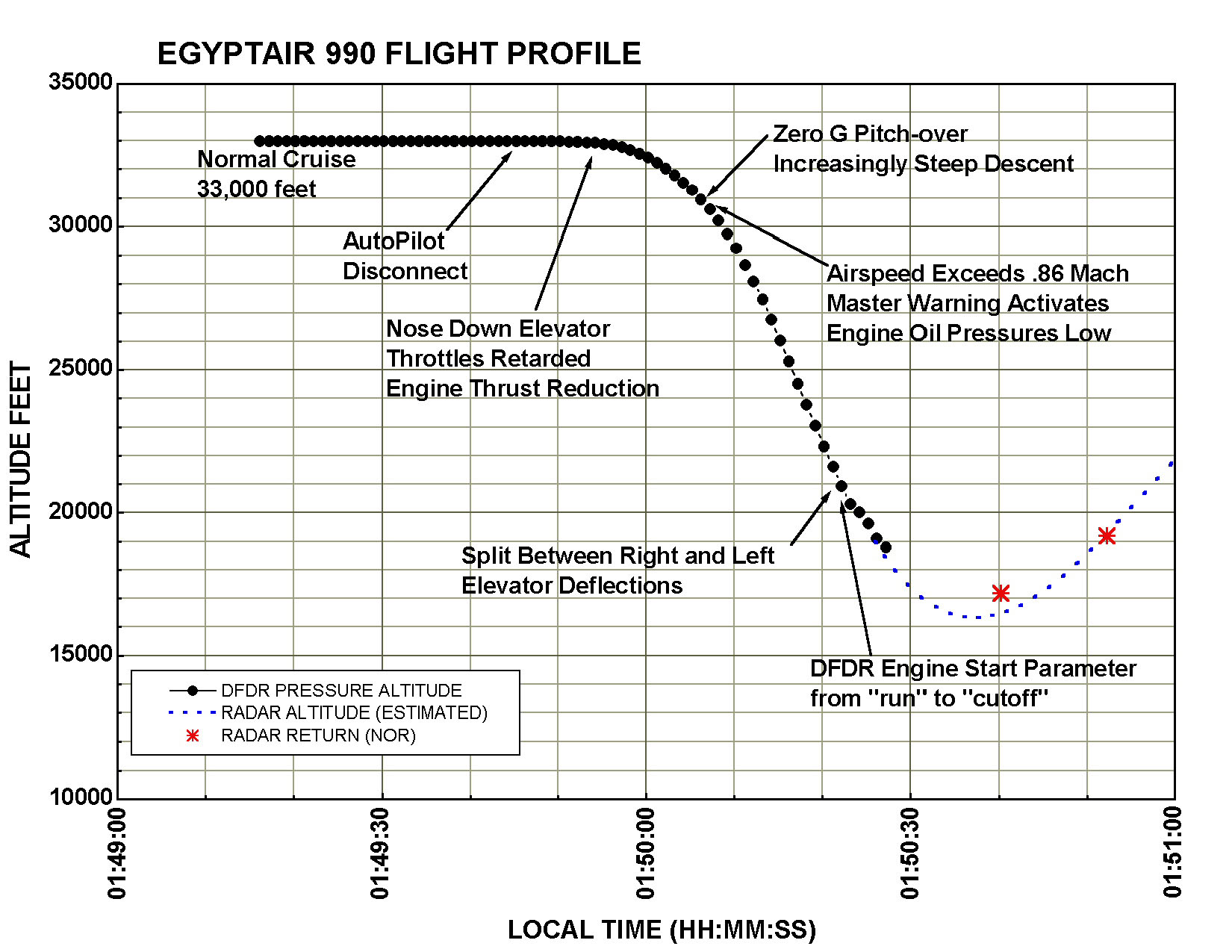
NTSBによる990便の時間と高度の変化

この事故は墜落途中で機体の電源系統が故障したために、FDRとCVRへの記録が途中で終わっている。そのため事故原因の分析は難航した。その上、責任の割合の問題から、エジプト航空と事故機のメーカーボーイング社との間で係争となった。

### 機体の不具合
エジプト側の調査機関は、「事故機の昇降舵には不具合があり、これが事故の原因である」と主張した。これは空軍出身のムバラク大統領が、事故直後に「自分の経験からすれば、昇降舵の不具合と思われる」という個人的なコメントを行ったことで、昇降舵に原因を求めるのがエジプト側の基本方針とされたことによる（当時のエジプトは実質的にムバラク大統領の独裁政権であった）。しかし、当該機種であるボーイング767において、昇降舵に重大な不具合が発生した事例は、過去に報告されていなかった。
アメリカ側は、機体の故障の可能性について検討し、エジプト側に回収した残骸を含む資料と情報も提供した。しかし、アメリカ側・エジプト側の双方ともに、昇降舵が原因であることを客観的に説明することはできなかった。
また、1991年にタイで発生したラウダ航空の同型機の事故と同じく、エンジン制御システムの誤作動による逆噴射が原因との指摘もあったが、そのような誤作動が起こった痕跡は見られなかった。また、ボーイング社はこれを否定した。エジプト航空が当該事故について社員に対して箝口令を敷いたため、エジプト航空はアメリカ側の調査にほとんど協力しなかった。

### 副操縦士の異常行動

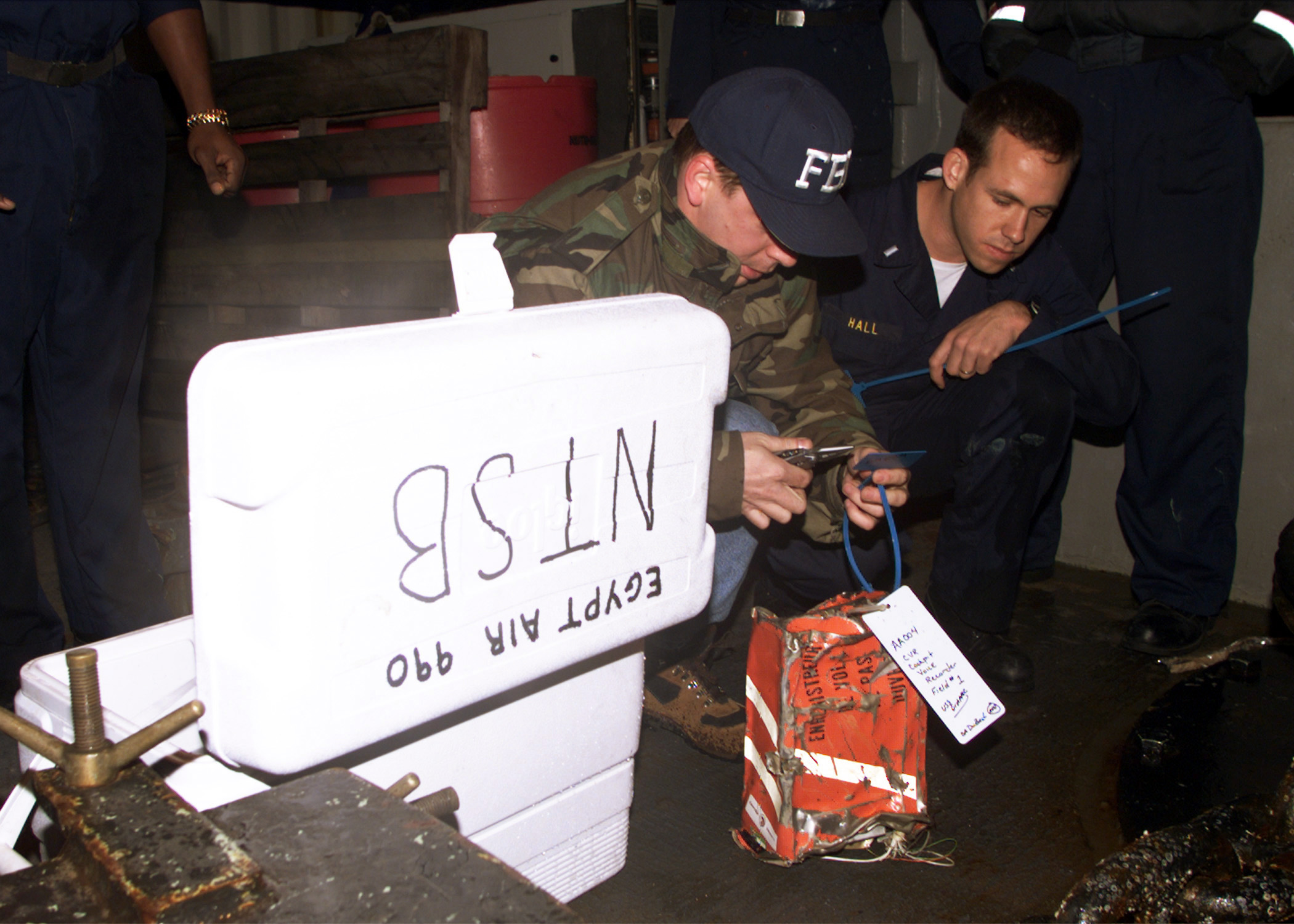
990便のブラック・ボックス

また、事故時の副操縦士であった男に不可解な行動が多く「神を信頼する」という言葉を11回、また「コントロールしろ」など意味不明な言葉を唱えた他、上空で勝手に自動操縦を解除した上でエンジンへの燃料供給をカットしたり、機体の速度や構造強度の限界を全く無視して急降下操作を行ったりした（その間機内は一時的な無重量状態であり、席を外していた機長はその無重量状態の中、操縦席へ向かった）。
また、操縦席に戻って来た機長の機体状況に関する問いかけに対して、副操縦士は全く応答せず、機長の回復操作にも協力はしていない。このため、アメリカ側やラシュディ側の遺族は明らかに副操縦士の行為が原因と認定しているが、エジプト側の主張では、これは突然の昇降舵の不具合に対して副操縦士が必死にリカバリー操作を行っていたからだと主張している。
事故原因とされる副操縦士の男は3か月後に定年を迎える古参の社員であり、事故当日は大西洋上空の巡航のみ担当するバックアップ要員であった（当該航路は飛行時間が長いので、離着陸を本来の機長と副操縦士が担当し、大西洋上を自動操縦する間の一部をバックアップのクルーが担当する2シフト制だった）。しかし、なぜか男は離陸後間もなく、本来の副操縦士に対して強く交代を要請した。本来の副操縦士は当初は交代を渋ったが、結局は年長の男を敬う様な形で応じている。
エジプト航空の同僚や、事故後の調査に協力したことを咎められ、その結果イギリスに家族ぐるみで亡命した元同僚の証言によれば、男は素行に問題があり、アメリカでの宿泊地にて数度に渡りセクハラを起こしており、同僚から何度も注意や警告をされていた上、事故前夜にも問題を起こしていたことから、当日の機長である男性に以後のアメリカ便の乗務の禁止を言い渡されていた。男の異常行動には、宿泊中のホテルで女性客に電話をかけ、窓から自分の下半身を見るよう誘ったり、ホテルの女性従業員を部屋に誘おうとするなど、過激なものも多数ある。
また、翌年に迫った定年までに、一度も機長を経験できなかった点について劣等感があったとされる。なお、セクハラ問題については男の遺族も認めている。

### 最終報告
ほかに旅客機内部で爆発などのテロが発生した痕跡もなかったため、NTSBは2002年3月に最終報告書を発表し、動機（自殺か他殺か）までは解明できないが、事故は「副操縦士の男の故意の操作によるもの」と断定した。このアメリカ側の調査結果に対し、エジプト航空安全局と同国政府（エジプト航空のオーナーでもある）は反発し、「原因は何らかの機械的故障によるものである」としてこれを認めなかった。

## 映像化
- メーデー!:航空機事故の真実と真相 第3シーズン第8話「EGYPTAIR 990」
- 実録世界のミステリー 2013年9月9日放送分